# M6 (Frankrijk)
De Franse route métropolitaine M6 verbindt de A6 met de M7. Het vormt de noordelijke toegangsweg voor de stad Lyon en is daarnaast een druk bereden route. De M6 is 12 km lang. Een milieuvignet (Crit'Air) is er verplicht.
Tot 2020 was dit traject het zuidelijkste deel van de A6. In 2020 werden de 16 km lange delen van de A6 en A7 door Lyon die in 2017 werden gedegradeerd van snelwegen tot een stedelijke boulevard hernoemd tot M6 en M7 (metropolitane weg 6 en 7).

## Verkeersdrukte
Het hele jaar door komen files veelvuldig voor op de M6. Vooral de Tunnel de Fourvière is een berucht knelpunt. In het zomerseizoen wordt de drukte versterkt door vakantieverkeer, dat veelvuldig gebruikt maakt van de route.

## Milieuvignet
Sinds januari 2024 is het Frans milieuvignet Crit'Air verplicht op deze weg, en ook op de kleine ringweg. Doorgaand verkeer langs Lyon zonder vignet is aangewezen op de A46, de grote oostelijke ring rond Lyon.